# Jean Marsh
Jean Lyndsay Torren Marsh (Stoke Newington, 1º luglio 1934 – Londra, 13 aprile 2025) è stata un'attrice britannica.

## Biografia
Fu attrice di cinema e di serie televisive apparse nei canali britannici e statunitensi degli anni cinquanta e sessanta, tra cui Ai confini della realtà. Agli inizi degli anni settanta presenziò all'International Animation Festival sulla PBS. Nel 1975 vinse un Premio Emmy.
Jean Marsh è morta nel 2025. Da tempo soffriva di demenza.

## Vita privata
Sposatasi con il collega Jon Pertwee il 2 aprile 1955, divorziò l'8 agosto 1960.

## Filmografia

### Cinema
- The Limping Man, regia di Cy Endfield (1953)
- The Rebel, regia di Robert Day (1961)
- La primavera romana della signora Stone (The Roman Spring of Mrs. Stone), regia di José Quintero (1961)
- Cleopatra, regia di Joseph L. Mankiewicz (1963)
- Assedio alla terra (Unearthly Stranger), regia di John Krish (1963)
- L'errore di vivere (Charlie Bubbles), regia di Albert Finney (1967)
- The Limbo Line, regia di Samuel Gallu (1968)
- Frenzy, regia di Alfred Hitchcock (1972)
- La scala della follia (Dark Places), regia di Don Sharp (1973)
- La notte dell'aquila (The Eagle Has Landed), regia di John Sturges (1976)
- Jack-a-boy, regia di Carl Colby - cortometraggio (1980)
- Changeling (The Changeling), regia di Peter Medak (1980)
- Nel fantastico mondo di Oz (Return to Oz), regia di Walter Murch (1985)
- Willow, regia di Ron Howard (1988)
- Monarch, regia di John Walsh (2000)
- The Heavy, regia di Marcus Warren (2007)

### Televisione
- The Third Man - serie TV, 1 episodio (1959)
- The Moon and Sixpence, regia di Robert Mulligan - film TV (1959)
- Play of the Week - serie TV, 1 episodio (1959)
- Ai confini della realtà (The Twilight Zone) – serie TV, episodio 1x07 (1959)
- Gioco pericoloso (Danger Man) - serie TV, 1 episodio (1961)
- Disneyland - serie TV, 2 episodi (1961)
- ITV Play of the Week - serie TV, 1 episodio (1963)
- Back to Back, regia di Stuart Burge - film TV (1963)
- Il Santo (The Saint) - serie TV, 4 episodi (1964-1968)
- Diary of a Young Man - serie TV, 1 episodio (1964)
- I gialli di Edgar Wallace (The Edgar Wallace Mystery Theatre) - serie TV, 1 episodio (1964)
- Doctor Who - serie TV, 15 episodi (1965-1989)
- L'ispettore Gideon (Gideon's Way) - serie TV, 2 episodi (1965)
- The Informer - serie TV, 17 episodi (1966-(1967)
- Blackmail - serie TV, 1 episodio (1966)
- Le spie (I Spy) – serie TV, episodio 2x20 (1967)
- Adam Adamant Lives! - serie TV, 1 episodio (1967)
- Detective - serie TV, 1 episodio (1968)
- A Bit of Crucifxion, Father, regia di Geoffrey Nethercott - film TV (1968)
- Thirty-Minute Theatre - serie TV, 1 episodio (1968)
- The Root of All Evil? - serie TV, 1 episodio (1969)
- The Expert - serie TV, 1 episodio (1969)
- Dipartimento S (Department S) - serie TV, 1 episodio (1969)
- UFO - serie TV, episodio 1x02 (1970)
- Jane Eyre nel castello dei Rochester (Jane Eyre), regia di Delbert Mann - film TV (1970)
- Su e giù per le scale (Upstairs, Downstairs) - serie TV, 54 episodi (1971-1975)
- Play for Today - serie TV, 1 episodio (1971)
- Attenti a quei due (The Persuaders!) – serie TV, episodio 1x17 (1972)
- The Befrienders - serie TV, 1 episodio (1972)
- Poliziotti in cilindro: i rivali di Sherlock Holmes (The Rivals of Sherlock Holmes) - serie TV, 1 episodio (1973)
- International Festival of Animation - serie TV (1977)
- Una famiglia americana (The Waltons) - serie TV, 1 episodio (1977)
- Hawaii Squadra Cinque Zero (Hawaii Five-O) - serie TV, 1 episodio (1978)
- Trapper John (Trapper John, M.D.) - serie TV, 1 episodio (1981)
- Il Golia attende (Goliath Awaits), regia di Kevin Connor - miniserie TV (1981)
- See China and Die, regia di Laddy Cohen - film TV (1981)
- Dalle 9 alle 5, orario continuato (9 to 5) - serie TV (1982-1983)
- Love Boat (The Love Boat) - serie TV, 2 episodi (1983)
- La padrona del gioco (Master of the Game), regia di Kevin Connor - miniserie TV (1984)
- The Corsican Brothers, regia di Ian Sharp - film TV (1985)
- Un salto nel buio (Tales from the Darkside) - serie TV, episodio 1x16 (1985)
- Danny il campione del mondo (Danny the Champion of the World), regia di Gavin Millar - film TV (1989)
- No Strings - serie TV, 7 episodi (1989)
- Act of Will - serie TV (1989)
- A Connecticut Yankee in King Arthur's Court, regia di Mel Damski - film TV (1989)
- Intrigo in famiglia (Bejewelled), regia di Terry Marcel - film TV (1991)
- Adam Bede, regia di Giles Foster - film TV (1992)
- La signora in giallo (Murder, She Wrote) - serie TV, episodio 10x10 (1993)
- The Tomorrow People - serie TV, 5 episodi (1994)
- The All New Alexei Sayle Show - serie TV, 6 episodi (1994)
- Delitto di stato (Fatherland), regia di Christopher Menaul - film TV (1994)
- L'anello (The Ring), regia di Armand Mastroianni - film TV (1996)
- Dangerfield - serie TV, 1 episodio (1997)
- Un cavallo per la strega (The Pale Horse), regia di Charles Beeson - film TV (1997)
- Kavanagh QC - serie TV, 1 episodio (1999)
- The Ghost Hunter - serie TV, 6 episodi (2000)
- Holby City - serie TV, 1 episodio (2002)
- The Mayor of Casterbridge, regia di David Thacker - film TV (2003)
- Doctors - serie TV, 1 episodio (2003)
- Julian Fellowes Investigates: A Most Mysterious Murder - The Case of the Croydon Poisonings, regia di Delyth Thomas - film TV (2005)
- Ragione e sentimento (Sense and Sensibility), regia di John Alexander - miniserie TV (2008)
- Un'avventura nello spazio e nel tempo (An Adventure in Space And Time), regia di Terry McDonough - film TV  - cameo (2013)
- Grantchester - serie TV, episodio 1x03 (2014)

## Doppiatrici italiane
Nelle versioni in italiano delle opere in cui ha recitato, Jean Marsh è stata doppiata da:
- Gabriella Genta in Nel fantastico mondo di Oz, Willow, Dalle 9 alle 5, orario continuato
- Flaminia Jandolo in Cleopatra
- Fiorella Betti in Frenzy
- Benita Martini in La scala della follia
- Paila Pavese in La signora in giallo
- Ludovica Modugno in Un salto nel buio
- Noemi Gifuni in Delitto di stato
- Graziella Polesinanti in Un cavallo per la strega
- Barbara Federico in Attenti a quei due (doppiaggio tardivo)

## Premi e riconoscimenti
- Primetime Emmy Awards
  - 1975 - Migliore attrice protagonista in una serie drammatica - Su e giù per le scale (Upstairs, Downstairs)